# Patrick Crombé
Pour les articles homonymes, voir Patrick et Crombé.
Patrick Crombé, né à Schaerbeek le 25 novembre 1955, est un sculpteur belge.

## Vie et œuvres
Crombé est issu d'une famille de tailleurs de pierre bruxellois qui a grandi entre le marbre et la pierre bleue. Il passa ses vacances dans l'atelier paternel en l'accompagna en Italie dans les carrières de marbre de Carrare.
Il reçut une formation de sculpteur à la Sint-Lukas Hogeschool de Bruxelles. À partir de 1981 il travailla chaque année, pendant un mois, dans le studio de marbrerie Nicoli à Carrare, où il rencontra des sculpteurs du monde entier.
Il travailla également durant une dizaine d'années dans une carrière à Les Avins en Belgique où un symposium de sculpture est organisé par le sculpteur Michel Smolders.  C'est à cette occasion que Patrick Crombé fit la connaissance d'André Willequet, sculpteur luxembourgeois. 

## Symposium et prix
À partir de 1987 Patrick Crombé participa à des symposium internationaux pour sculpteurs à Mexico (1987), en Sardaigne (Buddusò, 1989), au Liban (1999 et 2003), Maroc (2000 et 2003) et Allemagne (Oggelshausen, 2000).
En 1999 Patrick Crombé fut lauréat de l'Académie royale de Belgique (classe des Beaux-Arts).
Sur invitation du KKV-Bohuslän, Patrick Crombé reçut en 2006 un stipendium pour pouvoir travailler le granit durant six semaines à Bovallstrand en Suède.

## Quelques œuvres
- 1987 : Abbrazzo, Parco Reyes Heroles à Mexico
- 1989 : Fecondita, Symposium Buddusò en Sardaigne
- 1990 : Brugleuning, Château Coloma à Leeuw-Saint-Pierre
- 1992 : Finestra, pour la commune de Hamme en Flandre-Orientale
- 1999 : Adonis, Parc Rachana au Liban
- 2000 : El Jadida, Parc Mohammed V à El Jadida (Maroc)
- 2000 : Porta, Parc à sculptures d'Oggelshausen (Allemagne)
- 2003 : Mogador, Parc Orson Welles à Essaouira (Maroc)
- 2003 : Byblos, à Tripoli (Liban)
- 2008 : Crescita, Assemblée de la Commission communautaire flamande (Bruxelles)
- 2009 : Parapet, maison de repos Ter Stelten, Merchtem
- 2010 : Fecondità, L.I.F.E. , Leuven Institute Fertility & Embryology